# Wir sehen uns in einem anderen Leben
Wir sehen uns in einem anderen Leben (Originaltitel: Nos vemos en otra vida) ist eine spanische Miniserie, basierend auf dem Sachbuch Nos vemos en esta vida o en la otra von Manuel Jabois, das auf einem 2014 geführten Interview zwischen Manuel Jabois und Gabriel Montoya Vidal beruht, der an den islamistischen Madrider Zuganschlägen beteiligt war. In Spanien fand die Premiere der Miniserie am 6. März 2024 als Original durch Disney+ via Star statt. Im deutschsprachigen Raum erfolgte die Erstveröffentlichung der Miniserie am 17. April 2024 durch Disney+ via Star.

## Handlung
Die Miniserie erzählt in fiktionaler Form die Geschichte von Gabriel Montoya Vidal, auch „Baby“ genannt, und seiner Beteiligung an den Madrider Zuganschlägen, die mit zu den verheerendsten islamistischen Terroranschlägen auf europäischem Boden zählen. Zur Tatzeit war „Baby“ sechzehn Jahre alt und half beim Transport des Sprengstoffs, der am 11. März 2004 in Madrid detonierte. Er war die erste Person, die im Zusammenhang mit den Anschlägen verurteilt wurde.

## Besetzung und Synchronisation
Die deutschsprachige Synchronisation entstand nach den Dialogbüchern von Birgit Kirberg und Sabine Hinrichs sowie unter der Dialogregie von Iris Artajo durch die Synchronfirma Iyuno Germany in Berlin.
| Rolle                              | Schauspieler      | Synchronsprecher          |
| ---------------------------------- | ----------------- | ------------------------- |
| Gabriel „Baby“ Montoya Vidal       | Roberto Gutiérrez | Oliver Szerkus            |
| Gabriel „Baby“ Montoya Vidal (alt) | Quim Ávila        | Konrad Bösherz            |
| Emilio Trashorras                  | Pol López         | Leonhard Mahlich          |
| Pili                               | Tamara Casellas   | Aline Staskowiak          |
| „El Chino“                         | Mourad Ouani      | Timo Weisschnur           |
| Rafa Zouhier                       | Amin Hamada       | Arne Stephan              |
| Manzano                            | Daniel Holguín    | Sven Gerhardt             |
| Antonio Toro                       | Joan Solé         | Peter Sura                |
| Carmen Toro                        | Paula Jornet      | Elisa Bannat              |
| Ramón                              | Pepo Suevos       | Sebastian Christoph Jacob |
| Jabois                             | Jaime Zatarain    | Jaron Löwenberg           |
| Bea                                | Claudia Traisac   | Özge Kayalar              |
| María                              | Saray Anes        | Marie Hinze               |
| Jimmy                              | Nacho Becerril    | Nicolas Rathod            |
| Francisco Javier                   | Font García       | Uwe Büschken              |
| José Luis                          | José Luis Torrijo | Oliver Siebeck            |
| Santana                            | Ramiro Alonso     | Bernd Egger               |
| Juan Carlos                        | Víctor Mendoza    | Steff Jungen              |

## Episodenliste
| Nr. | Deutscher Titel | Originaltitel | Erstveröffentlichung (Spanien) | Deutschsprachige Erstveröffentlichung (D/A/CH) |
| --- | --------------- | ------------- | ------------------------------ | ---------------------------------------------- |
| 1   | Baby            | Baby          | 6. März 2024                   | 17. Apr. 2024                                  |
| 2   | Der Schütze     | Sagitario     | 6. März 2024                   | 17. Apr. 2024                                  |
| 3   | Die Linie       | La línea      | 6. März 2024                   | 17. Apr. 2024⁠⁠                                  |
| 4   | Der Fahrer      | El corredor   | 6. März 2024                   | 17. Apr. 2024                                  |
| 5   | Die Stille      | El silencio   | 6. März 2024                   | 17. Apr. 2024                                  |
| 6   | La Maruca       | La Maruca     | 6. März 2024                   | 17. Apr. 2024                                  |